# 塩尻大輔
塩尻 大輔（しおじり だいすけ、1980年6月13日 - ）は、アフリカ・ケニアと日本で活動する医師。性感染症およびHIV予防医療を専門に医療法人社団マキマ会理事長・パーソナルヘルスクリニック上野院の院長を務める。東アフリカ・ケニアで青年期を過ごし、現地の教育課程を経てナイロビ大学医学部を卒業後、ケニア国内の農村地域にて医師として勤務。帰国後、日本の医師免許を取得し、国立国際医療研究センター（NCGM）感染症内科およびエイズ治療・研究開発センター（ACC）で研修・勤務を行った。
2019年、東京都上野・湯島に「パーソナルヘルスクリニック上野院」を開設し、性感染症予防・診療に特化した先進的なアプローチを展開。HIV予防のための曝露前予防（PrEP）プレップ、および曝露後予防（PEP）を日本でいち早く導入し、全国から注目を集める存在となる。2023年に大阪いだてんクリニックとの提携、2024年にパーソナルヘルスクリニック横浜院を開設。トランスジェンダー医療にも対応し、2025年現在国内で2,000人以上のトランスジェンダー患者に医療サービスを提供。
性教育、LGBTQ+の医療アクセス、ジェンダー平等、感染症対策に関する啓発にも力を注ぎ、10代の学生を対象にHIVおよび梅毒検査を500円で受けられる取り組みや、特別価格での診療、匿名での受診といったサービスを行っている。HPVワクチンの適応外接種（男女問わず）を積極的に推進。学術活動として、エイズ学会や感染症関連の学会でも講演・発表を行っている
塩尻医師はまた、両親が運営するNPO法人「アフリカ児童教育基金の会（ACEF）」の医療ディレクターとしても活動し、ケニアにおけるエイズ孤児支援や医療教育にも携わっている。宗教は天理教で、ケニア時代より困窮する人々を助ける精神に根ざした医療を信条としている。
学位は医学博士（熊本大学大学院医学教育部博士課程　医学専攻エイズ先端研究者育成コース　2022年）。専門はHIV/AIDSを含む、性感染症。

## 人物
英語、スワヒリ語、日本語を話すことができる。
趣味は、ゴルフ、サッカー、フットサル、ギター、ピアノ、読書。

## 来歴

### 出生から幼少期
1980年6月13日、北海道の函館市にて誕生。父・塩尻安夫と、母・塩尻美智子の間に次男として誕生する。兄、妹2人、弟1人とともに、9歳まで滋賀県大津市にて、日本の教育を受けて育つ。

### ケニアへ移住
1990年の9歳頃、両親がアフリカ・ケニアでの支援活動をしていた村上忠雄に声をかけられ、家族でケニアへ移住することになる。
この時に所属した活動団体は、後にNPO法人 アフリカ児童教育金の会（ACEF）となる。

### 妹の死
ケニアに移住した約半年後に、妹を蚊が媒介するマラリア感染症で亡くす。両親共に深い悲しみに暮れたが、両親が生涯ケニアで支援活動を続けることを心に決めるきっかけとなった。
塩尻自身もこの時、医学に関心を持ち始めた。
両親の地道な支援活動は、徐々にケニア各地で知られることとなり、ケニアの町エンブの市長から、土地を与えるので地域で支援活動をしてもらえないかと声をかけられる。
以降、エンブを拠点としてケニア国内の８ヶ所の町で現在も継続的な支援活動を展開している。

### ケニアにて医師免許取得
ナイロビ大学医学部に入学。2009年、卒業と共にケニアで医師免許を取得した。日本と違い、ケニアには妊産婦死亡率、周産期死亡率の高い現状があり、妊婦や子供を1人でも多く助けたいという思いから、産婦人科医師となる。初年度は、キトゥイ県立病院で産婦人科医として働く。水や電気が十分に届かない、極めて劣悪な環境の中で、帝王切開など年に約120件執刀した。

### 日本へ帰国
ケニアが好きな塩尻は、一生ケニアで医師として働くつもりでいた。しかし、ケニア人医師の同級生が同じ英語圏であるイギリスやアメリカに留学に行き始めたことで、自身のキャリアアップも模索するようになる。
ある時、マンガ「最上の命医」の監修（8巻〜9巻）のためにケニアを訪れた岩中督医師に出会う。当時、岩中が小児外科部長をしていた東京大学医学部附属病院に学びにこないかと声をかけられ、帰国を決意。
帝王切開などの手術の創を美しく縫い上げたいと思っていた塩尻は、まず外国人研修生として形成外科に紹介をしてもらい、手術室に出入りするようになる。
2011年3月11日、東日本大震災の日に塩尻は日本に帰国し、関西国際空港から東京に移動する新幹線の中で地震に遭遇した。

### 福島での被災地ボランティア
以前ケニアにボランティアにきていた友人が、東日本大震災で被災した福島で支援活動を行なっており、共に活動することとなった。
東京で集まったたくさんのボランティア志願者と共に、被災地に移動するためにマイクロバスの免許を取得。
震災直後から日本で医師免許を取得するまでの約二年間、ほとんどの週末に被災地支援を行い、その年は100回以上福島に通い続けた。

### 日本にて医師免許取得
2013年、日本にて医師国家試験に合格。初期研修は、岩手県立磐井病院にて行う。
いずれ、日本とケニアの医療を繋げたいと考えた塩尻は、感染症分野に専門を絞り、後期研修を国立国際医療研究センター（東京都新宿区）・総合感染症コースで行うことに決めた。新興・再興感染症、トラベルクリニック、多剤耐性管理など、様々な感染症の分野を学ぶ中で、国立国際医療研究センターの部局である、エイズ治療・研究開発センター（以下ACC）に所属することを決めた。HIV陽性者の外来診療や、HPV（ヒトパピローマウイルス）、梅毒などの臨床研究などを行う。
そこで、HIVを中心とした性感染症の分野について学ぶほど、日本では性に関する情報が若者に十分に提供されていないと感じるようになる。

### 医学博士取得
2022年、熊本大学大学院医学教育部博士課程　医学専攻エイズ先端研究者育成コースを卒業。
「日本におけるHIV陽性MSMとHIV陰性MSMの肛門ヒトパピローマウィルス感染及びヒトパピローマウィルスに起因する肛門異常細胞」をテーマに、医学博士を取得。https://www.nature.com/articles/s41598-021-98720-3

### クリニックの開業
ACCの非常勤医師として働くかたわら、2019年7月に性感染症専門クリニック（パーソナルヘルスクリニック）を開院。先進国の中で、唯一HIVの新規陽性者が増加し続けている日本の現状を打破するため、HIV予防薬の普及を目指し、日本で初めてHIV予防内服薬、プレップ PrEP（Pre-Exposure Prophylaxis) をクリニックで処方する取り組みを開始した。ACCでの実践を基に、医療サポートを同時に受けながら、安全にプレップを手に入れられるモデルシステムを構築した。

### HIV予防薬「PrEP（プレップ）」の日本への導入と普及
塩尻大輔は、日本におけるHIV予防薬PrEP（Pre-Exposure Prophylaxis／曝露前予防投与）のパイオニア的存在であり、2017年以降、個人輸入や保険外診療を通じて日本で初めてPrEPの臨床提供を本格化させた医師の一人である。
HIVプレップの背景
日本では長年、HIVに対する予防医療の概念が薄く、PrEPの国内認可が遅れていた。国際的には米国FDAが2012年に「Truvada（F/TDF）」をPrEPとして承認し、WHOも2015年にPrEPの導入を推奨していたが、日本では医薬品としてはHIV陽性者への治療薬としてのみ承認されていた。
そのような中、塩尻医師は国立国際医療研究センターでの感染症研修を経て、日本国内でも予防としてのPrEPのニーズと有効性を確信し、自らのクリニックを開設。「感染させない医療」「予防にこそ力を入れるべき」という信念のもと、個人輸入薬を活用したPrEP提供を開始した。2024年8月、PrEPのツルバダがHIVよ予防薬として国内承認を取得した
HIVプレップの提供と啓発活動
2019年に開院したパーソナルヘルスクリニック（東京・上野）では、当初からPrEPに特化した診療を導入。初診から説明、検査、薬の提供、定期フォローアップまでをワンストップで提供するモデルを確立した。
- 使用薬剤：Truvada（F/TDF）、のちにDescovy（F/TAF）へ拡大
- 投与方法：毎日服用する「デイリーPrEP」に加え、性交時に服用する「オンデマンドPrEP」にも対応
- 対象者：MSM（男性間性交渉者）、トランスジェンダー、女性、セックスワーカーなどあらゆる属性に対応
- 実績（2025年時点）：延べ,5000人以上にPrEPを提供。日本最大級のPrEP実施規模を誇る

また、メディア出演・講演・学会発表・SNS等を通じて、PrEPの正しい知識と啓発を全国的に広める活動も積極的に行っている。
政策と認知への影響
塩尻医師の活動は、単なる臨床にとどまらず、日本におけるHIV予防の構造改革にも寄与している。
- 2021年以降、厚生労働省や自治体レベルでのPrEP導入議論に影響を与えた。
- 同年、日本エイズ学会での登壇や発表により、医療関係者への認知向上にも貢献。
- 2023年には、ドキシサイクリンを用いたDoxy-PEP（曝露後予防）も日本で初導入し、性感染症全体の予防戦略にも幅を広げた。

社会的意義と評価
- PrEP提供を通じて、HIV感染のないLGBTQ+ユースの未来を守るインフラを整えた。
- 国内の感染症専門医やLGBTQ+医療従事者からは、「予防の臨床を支え続けた先駆者」として評価されている。
- 世界的に見ても、未認可国でここまで広範にPrEPを普及させた事例は稀有とされる。

### トランスジェンダー外来（Gender Clinic / Transgender Care）
また、パーソナルヘルスクリニック（PHC）では、開院当初より性的マイノリティに寄り添う医療の提供を理念の一つに掲げており、その中でも特にトランスジェンダーの方々に対する医療支援を積極的に展開している。
トランスジェンダー診療の背景と特徴
日本では、性別不合（GI）やトランスジェンダー当事者が必要とするホルモン治療や医療へのアクセスが限られており、偏見や制度的障壁により医療機関の受診を躊躇する当事者が多いとされる。こうした課題に対応するため、PHCのトランスジェンダー外来においては、池袋真（いけぶくろ まこと）医師（PHC横浜院 院長）が中心的な診療を担っており、塩尻大輔院長との緊密な連携のもと、包括的で継続的なトランスジェンダー医療が提供されている。池袋医師は、産婦人科の豊富な経験を持ちながら、トランスジェンダー医療の分野でも専門性を深め、現在では性別不合（GI）診断やホルモン療法の導入、経過管理に精通する臨床医として知られる。
トランスジェンダー外来の実績と評価
2024年までに2,000人以上のトランスジェンダー当事者が来院しており、都内でも有数の規模を誇る。診療は東京・上野の本院、大阪いだてんクリニック、2025年に開設された横浜院で行われており、関東・関西を中心に全国からのアクセスがある。
社会的意義
この医師間の協力体制により、PHCではGID診断書の発行実績が多数にのぼり、戸籍性別変更や性別適合手術を希望する患者にとって大きな支えとなっている。また、年齢や性自認に関係なく、ノンバイナリーやXジェンダーの方々も柔軟に受け入れる体制が整えられている。
塩尻医師と池袋医師の連携は、日本のトランスジェンダー医療の先進的なモデルケースと位置付けられ、医療界・LGBTQ+当事者・支援団体の間でも注目を集めている。

### 慈善活動
ACEFの医療部長でもある塩尻は年に１回ケニア、エンブの町でメディカルキャンプを実施している。これにはスタディーツアーとして毎年多くの医師や看護師、医学生・看護学生らが参加している。
2017年にACEFの活動でもあるエイズ孤児院に井戸と電気を届けるためにクラウドファンディングを実施し、目標金額を達成した1)
都内インターナショナルスクール、NPOなどでの性教育も実績がある。